# Crinodendron hookerianum
Espèce
Crinodendron hookerianum est une espèce de la famille des Elaeocarpaceae. Il est connu sous le nom de Arbre lanterne chilien, C'est un arbre à feuilles persistantes qui est endémique au Chili, où il est présent de la province de Cautín à la Palena (38 à 43°S). Il pousse près des ruisseaux et dans des endroits très humides et ombragés, et se trouve souvent dans les forêts tempérées valdiviennes.

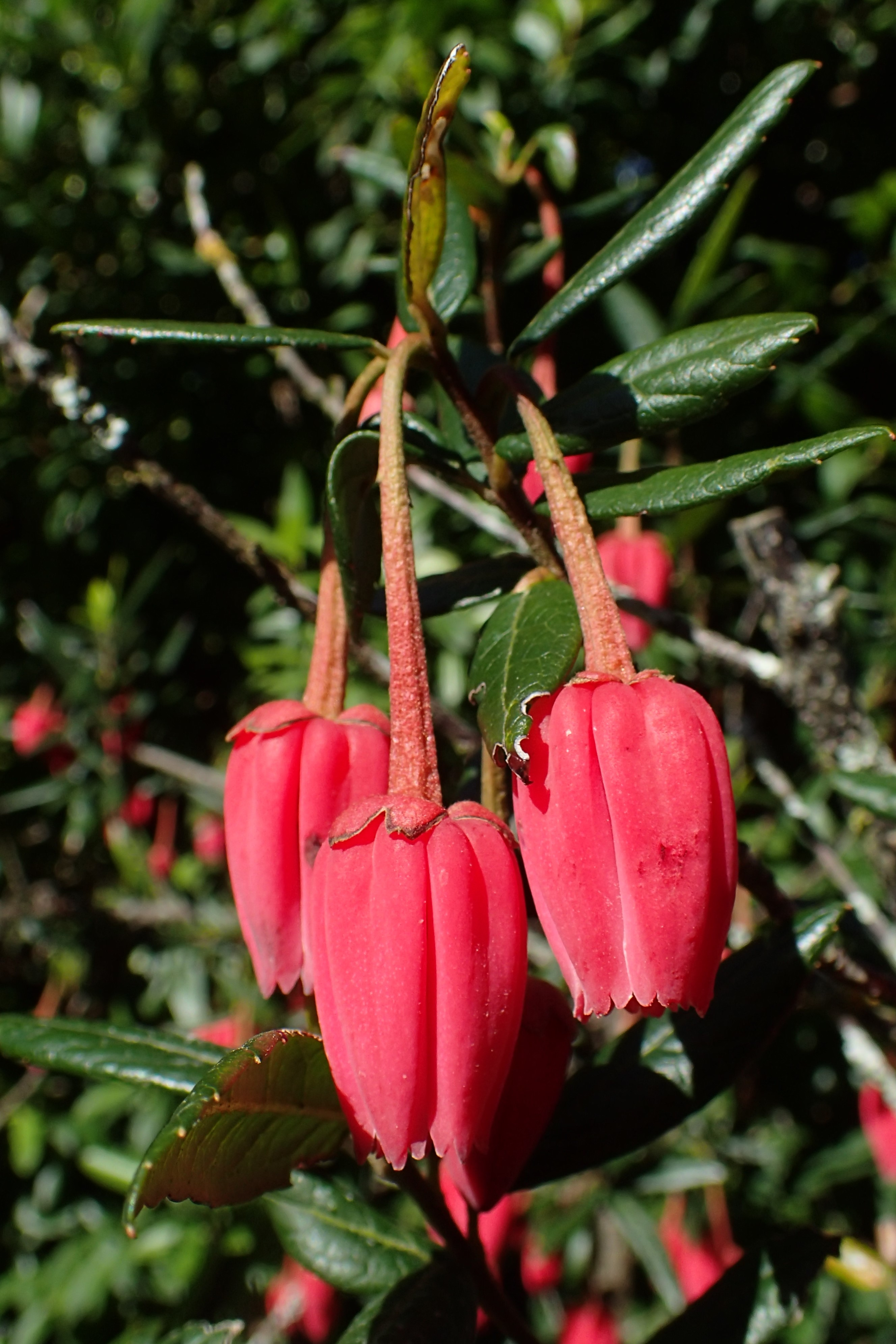

## Étymologie du nom scientifique
Le nom latin générique Crinodendron est un composé des mots grecs anciens κρίνον ("lys") et δένδρον ("arbre"), l'élément "lys" étant inspiré de la fleur blanche. C. patagua. Le nom spécifique hookerianum rend hommage à William Jackson Hooker, un botaniste anglais qui a étudié de nombreuses plantes chiliennes. Le genre Crinodendron ne contient que quatre espèces, les deux autres (généralement non cultivées au Royaume-Uni) étant C. tucumanum Lillo, un arbre de 25 m originaire d'Argentine, et le Brésilian C. brasiliense Reitz & L.B.sm.

## Noms communs au Chili
La plante porte plusieurs noms, dérivés de la langue maternelle du peuple Mapuche et de l'espagnol, dont le plus courant est  chaquihue (prononcé « chaki-way » ). D'autres variantes de dénominations  sont  chequehue et chaquehua, polizón (espagnol : vagabond, passager clandestin, polisones, copío, coicopío. et patagua roja ( Espagnol), patagua rouge , patagua étant le nom vernaculaire en Mapudungun du Crinodendron patagua à fleurs blanches - également endémique au Chili).

## Description
Crinodendron hookerianum est un arbuste ou un petit arbre à écorce grise cendrée atteignant jusqu'à 8 m de hauteur et ayant un tronc jusqu'à 30 cm de diamètre. Les feuilles sont alternes, lancéolées avec des bords dentés et à apex aigus, pétiolées, de 4–7 cm de long et 0,7-1,8 cm de large, vert foncé dessus et vert blanchâtre poilu en dessous. Les fleurs hermaphrodites sont solitaires et axillaires, rosées à rouges. Les pédicelles d'environ 3–6 cm de long, le calice formé de 5 sépales verts fusionnés, La corolle est campanulée, composée de 5 pétales libres se terminant par 3 dents. Il a 15 à 18 étamines, le style est plus long que les étamines. Les fruits sont des capsules blanches, pubescentes et coriaces avec 3 à 5 valves. Les graines sont ovoïdes et brillantes.
|                                    |
| Écorce de Crinodendron hookerianum |

|                                                       |
| Détails internes de la fleur Crinodendron hookerianum |

|                                                      |
| Le fruit de Crinodendron hookerianum est une capsule |

|                                     |
| graines de Crinodendron hookerianum |

## Toxicité et usages médicinaux
La plante est quelque peu toxique, sa toxicité étant liée au fait qu'elle contient des cucurbitacines, une classe de triterpénoïdes cytotoxiques connus pour leur présence fréquente dans les genres de la famille des concombres et des courges, les Cucurbitaceae, tels que Bryonia. Le contact avec la sève de plantes contenant des niveaux élevés de cucurbitacines peut entraîner une inflammation cutanée et des cloques, tandis que la consommation de matières végétales contenant de tels composés peut entraîner une irritation gastro-intestinale accompagnée de vomissements et de diarrhée sanglante, de tachycardie et des lésions du foie (hépatotoxicité) et des reins (entre autres symptômes), l'empoisonnement s'avérant parfois mortel. C. hookerianum est utilisé dans la médecine populaire du Chili comme emménagogue et abortif et les feuilles et l'écorce sont considérées comme ayant des propriétés émétiques. Bien que toxique, l'arbuste est également considéré comme « balsamique », une désignation plutôt vague faisant référence à sa valeur médicinale et à ses constituants aromatiques (voir aussi baume).

## Culture
Crinodendron hookerianum a été introduit en culture au Royaume-Uni par Cornish collectionneur de plantes William Lobb pour les Veitch Nurseries de Exeter en 1848. Ses fleurs en font un arbuste ornemental ou un petit arbre très apprécié, et il a gagné le Prix du mérite du jardin de la Royal Horticultural Society,. Il atteint des dimensions maximales en culture d'environ 8 m de hauteur sur 5 m de largeur. Il est préférable de le cultiver dans un sol acide, fertile, humide mais bien drainé, riche en humus, à l'ombre partielle (en plein soleil seulement si les racines peuvent être conservées au frais et à l'ombre) dans un jardin boisé abrité ou contre une exposition sud- ou un mur orienté à l'ouest où il est à l'abri des vents froids et desséchants. Il est rustique jusqu'à −7 °C, mais les jeunes pousses et les boutons floraux sont susceptibles d'être endommagés par les fortes gelées, car les petits boutons floraux se forment à l'automne, mûrissent en hiver et fleurissent au printemps l'été suivant.
Il a été planté aussi loin au nord que l'Écosse et prospère dans les régions de l'ouest de l'Écosse qui sont réchauffées par le Gulf Stream, comme au jardin botanique de Benmore. Au Royaume-Uni, il prospère mieux dans les climats généralement doux de Cornouaille, du Devon, et en Irlande dans le climat tout aussi doux des comtés de Cork et de Kerry, comme dans le jardin de l'île de Garnish. Il peut également être cultivé dans une serre ou une véranda fraîche, dans quelles conditions il fleurira plus tôt.
Bien que la seule taille généralement requise dans les régions plus froides soit l'élimination du bois mort à la fin du printemps, dans les zones plus douces d'un environnement boisé clair, il peut même être coupé pour constituer un brise-vent. La multiplication végétative se fait par boutures de bois vert au début de l'été ou par boutures de bois semi-mûres à la fin de l'été. En ce qui concerne les parasites et les maladies, la plante ne présente généralement aucun problème.

## Systématique
Le nom correct complet (avec auteur) de ce taxon est Crinodendron hookerianum Gay.
Crinodendron hookerianum a pour synonymes :
- Crinodendron eriocladum Gand.
- Tricuspidaria hookeriana (Gay) R.O.Cunn.
- Tricuspidaria lanceolata Miq.